# Коломієць Анна Віталіївна
А́нна Віта́ліївна Коломі́єць (13 серпня 1993 — 26 лютого 2022) — молодший сержант Збройних Сил України, учасниця російсько-української війни.

## Життєпис
Народилася 13 серпня 1993 року в селі Вищевеселе Великописарівського району, Сумської області.
З 1999 навчалася у Вищевеселянській загальноосвітній школі, закінчивши її у 2008 році.
У 2008 році вступила до Богодухівського медичного коледжу, в якому навчалася до 2012 року, та отримала диплом за спеціальністю «Лікувальна справа».
З 2012 року продовжила навчання для отримання базової вищої освіти у вищому навчальному закладі «Харківський Національний Університет Внутрішніх Справ», та отримала диплом бакалавра з психології у 2016 році.
Паралельно з навчанням в університеті працювала в Харківській лікарні невідкладної допомоги № 4 до 2015 року.
У 2015 році вступила до лав Збройних Сил України на контрактну основу, до військової частини А0563. Службу проходила на посаді медична сестра, медичного пункту.
24.02.2022 стала на захист України, та свого міста Охтирка.
Загинула 26 лютого 2022 в районі міста Охтирка.

## Нагороди і вшанування
- орден «За мужність» 3 ступеня[1]
- звання «Почесний громадянин міста-героя Охтирки» (14.09.2023)